# Staatscommissie voor de Slavenemancipatie
De Staatscommissie voor de Slavenemancipatie werd in 1853 door de Minister van Koloniën ingesteld om voorstellen te doen voor de emancipatie van slaven in de Nederlandse koloniën die destijds bestonden uit Nederlands Oost-Indië, Suriname en de West-Indische eilanden. De Staatscommissie vormde een schakel in het einde van de slavernij in de Nederlandse koloniën.
Op vragen in het parlement tijdens de behandeling van de koloniale begroting voor 1854 antwoordde Minister van Koloniën Charles Ferdinand Pahud met de instelling van een staatscommissie, die als taak kreeg "te onderzoeken welke maatregelen, met het oog op den tegenwoordigen toestand der slavenbevolking in de koloniën en bezittingen van het Rijk in andere werelddeelen, door de Regeering kunnen en behooren te worden genomen, en vervolgens van hare bevindingen verslag te doen, onder bijvoeging van de voorstellen, waartoe dat onderzoek mogt aanleiding geven".
De Commissie leverde een tweetal rapporten af in 1855 en 1856.

## Leden
Voorzitter werd Jean Chrétien Baud, voormalig Minister van Koloniën en lid van de Tweede Kamer der Staten-Generaal. De overige leden waren ex-bestuursambtenaren in West-Indië, Kamerleden of commercieel bij de problematiek betrokkenen:
| Naam                        | functie                                                                                         | politieke kleur | opmerkingen |
| --------------------------- | ----------------------------------------------------------------------------------------------- | --------------- | ----------- |
| Jean Chrétien Baud          | lid Tweede Kamer, oud-Minister van Koloniën                                                     |                 | voorzitter  |
| G.C. Bosch Reitz            | koopman te Amsterdam                                                                            |                 |             |
| A. Brugmans                 | advocaat te Amsterdam, juridisch adviseur van de Amsterdamse plantage-eigenaars                 |                 |             |
| Rutgerus Hermanus Esser     | oud-Gouverneur van Curaçao en onderhorigheden                                                   |                 |             |
| Reinier Frederik van Raders | oud-Gouverneur van Suriname                                                                     |                 |             |
| Jan Heemskerk Bzn.          | lid Tweede Kamer                                                                                |                 |             |
| Jules Constantijn Rijk      | lid Tweede Kamer, oud-Minister van Marine, oud-Gouverneur-Generaal der Westindische bezittingen |                 |             |
| Willem Groen van Prinsterer | staatsraad in buitengewone dienst (Raad van State), lid Tweede Kamer                            |                 |             |
| Pieter Fiers Smeding        | oud-President van het Gerechtshof van Suriname                                                  |                 |             |

Tot secretaris van de commissie werd benoemd jhr.mr. H.G.C.L. Janssens, en als vergaderruimte werd het voormalig lokaal van de Hoge Raad van Adel aan het Binnenhof toegewezen.

## Werkwijze
Ter kennismaking beschikbare stukken werden in rondzending door de secretaris aan de leden ter bestudering aangeboden. Behalve van schriftelijk materiaal maakte de commissie enkele malen gebruik van verhoren van deskundigen, waarvan enkele in het tweede rapport volledig zijn afgedrukt. De rapporten werden door Janssens samengesteld en uitgeschreven, en na ondertekening door de leden, respectievelijk in september 1855 en juli 1856 aan de koning aangeboden en vervolgens gedrukt.
Als eerste opdracht zag de commissie de "tegenwoordige toestand van de slaven" te onderzoeken en te beschrijven; daartoe verdeelde zij zich in enkele subcommissies die van hun bevindingen verslag uitbrachten. Gezien de verschillende omstandigheden in Suriname aan de ene kant, en die op de Antillen en aan de kust van Guinea aan de andere, besloot de commissie beide gebieden afzonderlijk te beschouwen; eerst Suriname.
Een drietal verschillende emancipatievoorstellen door subcommissies ingebracht werden uitvoerig besproken. Uiteindelijk werd dat van Bosch Reitz c.s. aanvaard en nader uitgewerkt. Na Suriname kwam het tweede gebied aan de orde. Weer werden drie plannen ingebracht, waarbij het plan van Van Raders, dat ook al ten aanzien van Suriname aan de orde was geweest, niet opnieuw in behandeling werd genomen onder nadrukkelijk protest van de opsteller. Weer was het een wetsontwerp waarin Bosch Reitz de hand had gehad, dat door de commissie werd overgenomen.

## Verloop en uitkomsten
Kenmerkend voor de voorzichtige benadering van de vraagstelling was de grondige wijze waarop de commissie met de verzameling van het materiaal begon; een fase die zoveel tijd vergde, dat de gedreven Groen van Prinsterer zijn ontslag als lid aanbood en dat Rijks intussen was overleden (2 mei 1854).
Vanwege de beperking in de taakstelling na het aanvaarden door het parlement in 1854 van een nieuw regeringsreglement voor Oost-Indië, waarin onder meer bepaald werd dat de slavernij daar afgeschaft zou worden, werd besloten beide leden niet te vervangen. 
Toen in september 1854 voldoende werkmateriaal verzameld was, toog de commissie voortvarend te werk: reeds op 5 september 1855 kon een lijvig rapport over Suriname via de directeur van het kabinet aan de koning aangeboden worden, in juni 1856 een tweede, over de Antillen. Gevolgen hebben beide rapporten niet direct gehad; hun waarde moet vooral gezien worden als katalysator in het emancipatieproces en als bron van informatie voor de opeenvolgende Ministers van Koloniën, die steeds afkomstig uit de Oost, niet gehinderd werden door een overdosis aan kennis ten aanzien van de West. "Vlijtig en naarstig heb ik dien bestudeerd en er veel uit overgenomen", verklaarde Jan Jacob Rochussen in december 1858 aan de Eerste Kamer.
De Amsterdamse belanghebbenden, nadrukkelijk in de commissie vertegenwoordigd, waren met de voorstellen wel tevreden: in beide door de commissie aanbevolen wetsontwerpen hadden Bosch Reitz en Brugmans een zeer groot aandeel gehad. Vier ministeriële wetsvoorstellen werden in de jaren 1857-1860 door het parlement afgewezen. Pas het vijfde ontwerp, van James Loudon, werd in 1862 aanvaard als de Emancipatiewet, zij het na ingrijpende amendementen, vooral ten aanzien van de immigratie van werkkrachten. Het wetsontwerp week inmiddels al zeer ver af van de voorstellen van de commissie. Op 1 juli 1863 werden in de Nederlandse koloniën en bezittingen alle slaven vrij verklaard.